# 田晓鹏
田晓鹏（1975年4月28日—），北京人，北京工业大学计算机软件系软件工程专业毕业，中国大陆导演、编剧，代表作是《西游记之大圣归来》、《深海》。

## 生平
1975年4月28日，田晓鹏出生在北京市。田晓鹏小时候喜欢画画，爱看动画片和科幻小说。
田晓鹏在北京工业大学计算机软件系软件工程专业学习，毕业后在一家动画设计的外企工作，1997年，田晓鹏工作的企业接到了央视动画片《西游记》的制作，田晓鹏负责了其中四集的生产监制。
1999年，田晓鹏自己建立公司“十月文化传媒有限公司”，主要负责接动画加工。2001年，田晓鹏开始制作《西游记之大圣归来》，2015年上映后，7月25日该片取得6.2亿元票房，成为中国动画电影票房第一名，2015年年底该片取得将近10亿元票房。
2019年，田晓鹏开始制作《深海》，2023年1月23日该片上映后，首日票房7400万元，到2月17日，该片取得8亿元票房。

## 家庭
田晓鹏已婚，有一个儿子。

## 电影作品
| 年份 | 名称                 | 導演 | 編劇 | 备注 |
| ---- | -------------------- | ---- | ---- | ---- |
| 2015 | 《西游记之大圣归来》 | 是   | 是   |      |
| 2023 | 《深海》             | 是   | 是   |      |
| 待定 | 《大圣闹天宫》       |      |      |      |

## 奖项
| 年份 | 提名者               | 颁奖方                     | 奖项分类           | 是否得奖 | 参考资料 |
| ---- | -------------------- | -------------------------- | ------------------ | -------- | -------- |
| 2015 | 《西游记之大圣归来》 | 第30届金鸡奖               | 最佳美术片         | 獲獎     | [ 2 ]    |
| 2015 | 《西游记之大圣归来》 | 第2届丝绸之路国际电影节    | 最佳动画片         | 獲獎     | [ 3 ]    |
| 2015 | 《西游记之大圣归来》 | 第52屆金馬獎               | 最佳动画长片       | 提名     | [ 4 ]    |
| 2015 | 《西游记之大圣归来》 | 第12届中国动漫金龙奖       | 最佳动画长片奖金奖 | 獲獎     | [ 5 ]    |
| 2015 | 田晓鹏               | 第12届中国动漫金龙奖       | 最佳动画导演奖     | 獲獎     | [ 5 ]    |
| 2015 | 《西游记之大圣归来》 | 第十三届四川电视节金熊猫奖 | 金熊猫动画片大奖   | 獲獎     | [ 6 ]    |
| 2015 | 《西游记之大圣归来》 | 第十三届四川电视节金熊猫奖 | 最佳国产影院动画片 | 獲獎     | [ 6 ]    |
| 2015 | 《西游记之大圣归来》 | 第18届上海国际电影节       | 电影频道传媒大奖   | 提名     | [ 7 ]    |
| 2015 | 《西游记之大圣归来》 | 第七届漫博会金羊奖         | 最佳动画电影       | 獲獎     | [ 6 ]    |
| 2016 | 《西游记之大圣归来》 | 第16届华表奖               | 优秀动画电影       | 獲獎     | [ 6 ]    |
| 2016 | 《西游记之大圣归来》 | 2016年澳门国际电影节金羊奖 | 最佳动画片         | 獲獎     | [ 6 ]    |
| 2016 | 《西游记之大圣归来》 | 东京动画奖                 | 优秀奖             | 獲獎     | [ 8 ]    |
| 2023 | 《深海》             | 第73届柏林国际电影节       | 新生代单元         | 提名     | [ 9 ]    |